# Federació de Futbol de l'Aràbia Saudita
La Federació de Futbol de l'Aràbia Saudita, també coneguda per les sigles SAFF (en anglès: Saudi Arabian Football Federation, en àrab: الاتحاد العربي السعودي لكرة القدم) és l'òrgan de govern del futbol a l'Aràbia Saudita.

## Història
Va ser fundada l'any 1956 i està afiliada a la Federació Internacional de Futbol Associació (FIFA) i a la Confederació Asiàtica de Futbol (AFC) des de 1956 i 1959 respectivament.
El 1974, la SAFF va ser una de les associacions fundadores de la Unió d'Associacions de Futbol Àrabs, l'òrgan de govern del futbol dels països que formen part de la Lliga Àrab.
El 2010, la SAFF va afiliar-se a l'Associació de Futbol de l'Àsia Occidental (WAFF), una de les cinc zones geogràfiques en les quals està dividida l'AFC.
Des de 2016, la SAFF és una de les vuit associacions que integren la Federació de Futbol de la Copa del Golf Aràbic (AGCFF).
La SAFF és la responsable d'organitzar el futbol de totes les categories i les respectives seleccions nacionals, incloses les de futbol femení, futbol sala i la Selecció de Futbol de l'Aràbia Saudita.
El 1975, la SAFF va fundar la Lliga saudita de futbol, que és la principal competició de lliga del país. Des de 2007, la lliga és professional, la disputen setze equips i també és coneguda amb el nom de Saudi Professional League.
El 1976, la SAFF va crear la Prince Mohammad bin Salman League, també coneguda com a MS League i Saudi First Division. És la segona competició més important i la disputen vint equips.
El 1956, la SAFF va crear la Copa del Príncep de la Corona saudita de futbol (en anglès: Crown Prince Cup). Va ser la principal competició per eliminatòries fins a l'any 1990 que va deixar de jugar-se. El 2007 es va reprendre la competició amb el nom de Copa de Campions saudita de futbol també coneguda com a Copa de Campions dels Guardians de les Dues Mesquites Santes (en anglès: Kings Cup o també The Custodian of the Two Holy Mosques Cup). A partir de 2014 va ser reanomenada com a Copa del Rei.
El 2013, la SAFF va crear la Saudi Super Cup, una competició a partit únic que es juga la setmana anterior al començament de la temporada i la disputen els guanyadors de la lliga i la copa de la temporada anterior.

## Controvèrsies
- El partit classificatori de la Copa del Món de 2018 entre les seleccions de Palestina i l'Aràbia Saudita, que s'havia de jugar el 13 d'octubre de 2015 a la ciutat palestina d'Al-Ram, es va jugar el 9 de novembre a Jordània després de la negativa de la selecció àrab de viatjar a través de les fronteres d'Israel i de la impossibilitat palestina de garantir la seguretat de la selecció saudita.[12]
- El 2016, la SAFF va negar-se a viatjar a l'Iran durant la disputa de la Lliga de Campions de la Confederació Asiàtica de Futbol (AFC).[13]
- El 8 de junt de 2017, la selecció de futbol de l'Aràbia Saudita, en el partit contra Austràlia classificatori per als mundials de 2018, no va guardar un minut de silenci en honor de les víctimes de l'atac terrorista al Pont de Londres de juny de 2017.[14]
- El novembre de 2017, l'Aràbia Saudita, juntament amb les eleccions de Bahrain i els Emirats Àrabs Units, ban anunciar que no participarien en la vint-i-tresena edició de Copa del Golf Aràbic a causa de la crisi diplomàtica amb Qatar. Finalment hi van participar, ja que la seu de la competició es va traslladar a Kuwait.[15][16]